# Ceylonaltica
Ceylonaltica es un género de escarabajos  de la familia Chrysomelidae. En 1997 Doeberl describió el género. Contiene las siguientes especies:
- Ceylonaltica nigripes Kimoto, 2003
- Ceylonaltica saueri Doeberl, 1997
- Ceylonaltica tarsata Doeberl, 1997